# Нідербрюк
Нідербрю́к (фр. Niederbruck) — колишній муніципалітет у Франції, у регіоні Гранд-Ест, департамент Верхній Рейн. Населення — 474 осіб (2011).
Муніципалітет був розташований на відстані близько 370 км на схід від Парижа, 110 км на південний захід від Страсбура, 45 км на південний захід від Кольмара.

## Історія
До 2015 року муніципалітет перебував у складі регіону Ельзас. Від 1 січня 2016 року належав до нового об'єднаного регіону Гранд-Ест.
1 січня 2016 року Нідербрюк і Мазево було об'єднано в новий муніципалітет Мазево-Нідербрюк.

## Демографія
Динаміка населення (INSEE ):
Розподіл населення за віком та статтю (2006):
| Стать | Всього | До 15 років | 15-24 | 25-44 | 45-64 | 65-85 | Понад 85 |
| --- | ------ | ----------- | ----- | ----- | ----- | ----- | -------- |
| Чоловіки | 185    | 48          | 24    | 53    | 36    | 24    | 0        |
| Жінки | 246    | 56          | 45    | 73    | 36    | 36    | 0        |
| \| Статево-вікова піраміда \| Статево-вікова піраміда \| Статево-вікова піраміда \| \| ----------------------- \| ----------------------- \| ----------------------- \| \| Чоловіки \| Вік \| Жінки \| \| 0 \| 85 + \| 0 \| \| 4 \| 80-84 \| 4 \| \| 8 \| 75-79 \| 8 \| \| 8 \| 70-74 \| 16 \| \| 4 \| 65-69 \| 8 \| \| 0 \| 60-64 \| 8 \| \| 8 \| 55-59 \| 8 \| \| 16 \| 50-54 \| 4 \| \| 12 \| 45-49 \| 16 \| \| 33 \| 40-44 \| 16 \| \| 0 \| 35-39 \| 29 \| \| 8 \| 30-34 \| 24 \| \| 12 \| 25-29 \| 4 \| \| 8 \| 20-24 \| 16 \| \| 16 \| 15-20 \| 29 \| \| 12 \| 10-14 \| 16 \| \| 12 \| 5-9 \| 24 \| \| 24 \| 0-4 \| 16 \| |        |             |       |       |       |       |          |
| Статево-вікова піраміда |        |             |       |       |       |       |          |
| Чоловіки | Вік    | Жінки       |       |       |       |       |          |
| 0 | 85 +   | 0           |       |       |       |       |          |
| 4 | 80-84  | 4           |       |       |       |       |          |
| 8 | 75-79  | 8           |       |       |       |       |          |
| 8 | 70-74  | 16          |       |       |       |       |          |
| 4 | 65-69  | 8           |       |       |       |       |          |
| 0 | 60-64  | 8           |       |       |       |       |          |
| 8 | 55-59  | 8           |       |       |       |       |          |
| 16 | 50-54  | 4           |       |       |       |       |          |
| 12 | 45-49  | 16          |       |       |       |       |          |
| 33 | 40-44  | 16          |       |       |       |       |          |
| 0 | 35-39  | 29          |       |       |       |       |          |
| 8 | 30-34  | 24          |       |       |       |       |          |
| 12 | 25-29  | 4           |       |       |       |       |          |
| 8 | 20-24  | 16          |       |       |       |       |          |
| 16 | 15-20  | 29          |       |       |       |       |          |
| 12 | 10-14  | 16          |       |       |       |       |          |
| 12 | 5-9    | 24          |       |       |       |       |          |
| 24 | 0-4    | 16          |       |       |       |       |          |

## Економіка
2010 року серед 296 осіб працездатного віку (15—64 років) 226 були активними, 70 — неактивними (показник активності 76,4%, у 1999 році було 67,2%). З 226 активних мешканців працювало 199 осіб (109 чоловіків та 90 жінок), безробітними було 27 (11 чоловіків та 16 жінок). Серед 70 неактивних 21 особа була учнем чи студентом, 22 — пенсіонерами, 27 були неактивними з інших причин.

У 2010 році в муніципалітеті числилось 183 оподатковані домогосподарства, у яких проживали 485,5 особи, медіана доходів виносила 19 108 євро на одного особоспоживача